# Janice Dickinson

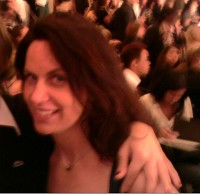
Janice Dickinson

Janice Doreen Dickinson (n. 15 februarie 1955, Brooklyn, New York City) este o fostă actriță, scriitoare, fotografă și fotomodel american. În prezent ea deține o agenție proprie de modă.

## Date biografice
Născută în Brooklyn, ea și sora sunt brutal maltrate de tatăl lor care era pedofil. Mama ei fiind dependentă de stupefiante. Janice a început la 17 ani să lucreze ca model, prin anii 1980 devine un topmodel. Poza ei apare pe prima pagină a unor reviste ca Harper's Bazaar, Vogue și Playboy. Janice Dickinson a lucrat împreună cu personalități din branșa modei ca: Giorgio Armani, Gianni Versace și Calvin Klein. Ea ajunge finalistă în 4 etape la emisiunea TV America’s Next Top Model, făcând și parte din comisie.